# Erik Säfström
Erik Säfström, född 8 maj 1988, är en svensk bandyspelare, som spelar för Villa Lidköping.
Säsongen 2010/11 gick Säfström från Örebro till Sandvikens AIK (SAIK) i Elitserien. Där spelade han fem säsonger innan han kontrakterades av SKA Neftjanik. 
Han blev bland annat utsedd till Årets komet under sin debutsäsong i SAIK 2011, och utsågs till World Cups bäste spelare 2012. Säfström har blivit utsedd till säsongens bästa halvback i Elitserien i två år i följd i Magasinet Bandyportföljens omröstning och under sin sista säsong i Sandviken innan Rysslandsflytten var han lagets kapten.

## Karriär
- Svensk mästare 2011, 2012 och 2014
- Världsmästare 2012

## Statistik säsong för säsong
| 2010/11 | Sandvikens AIK | Elitserien | 26 | 15 | 9  | 7  | 16 | 6  | 0  | 0 | 2  | 2  | 9  | 18 |
| 2011/12 | Sandvikens AIK | Elitserien | 26 | 50 | 9  | 16 | 25 | 9  | 15 | 8 | 11 | 19 | 17 | 44 |
| 2012/13 | Sandvikens AIK | Elitserien | 26 | 70 | 11 | 26 | 37 | 10 | 10 | 5 | 16 | 21 | 16 | 58 |
| 2013/14 | Sandvikens AIK | Elitserien | 26 | 45 | 10 | 39 | 49 | 9  | 20 | 5 | 12 | 17 | 15 | 66 |
| 2014/15 | Sandvikens AIK | Elitserien | 26 | 40 | 6  | 31 | 37 | 9  | 0  | 6 | 10 | 16 | 12 | 53 |
| 2015/16 | SKA Neftjanik  | Superligan | 23 | 0  | 9  | 40 | 49 | 7  | 20 | 1 | 6  | 7  | 30 | 56 |